# Buffalo Bills 2000
La stagione 2000 dei Buffalo Bills è stata la 31ª della franchigia nella National Football League, la 41ª incluse quelle nell'American Football League. Nella terza stagione sotto la direzione del capo-allenatore Wade Phillips la squadra ebbe un record di 8 vittorie e 8 sconfitte, piazzandosi quarta nella AFC East e mancando i playoff dopo la qualificazione dei due anni precedenti. Questa annata fu un punto di svolta in negativo per la storia dei Bills, che non avrebbero più raggiunto i playoff fino al 2017.

## Roster
| Roster dei Buffalo Bills nel 2000 |
| --- |
| Quarterback - 7 Doug Flutie - 11 Rob Johnson - 10 Alex Van Pelt Running Back - 38 Shawn Bryson - 35 Jonathan Linton FB - 45 Sammy Morris - 23 Antowain Smith Wide Receiver - 89 Avion Black - 82 Kwame Cavil - 86 Jeremy McDaniel - 80 Eric Moulds - 81 Peerless Price Tight End - 84 Bobby Collins - 88 Sheldon Jackson - 85 Jay Riemersma Offensive Linemen - 66 Victor Allotey G - 79 Ruben Brown G - 65 Jon Carman T - 63 Bill Conaty C - 70 John Fina T - 77 Robert Hicks T - 74 Jamie Nails G - 60 Jerry Ostroski C - 72 Joe Panos G - 69 Marcus Spriggs T Defensive Linemen - 95 Bryce Fisher DE - 96 Erik Flowers DE - 90 Phil Hansen DE - 97 Leif Larsen DE - 91 Shawn Price DE - 92 Ted Washington NT - 75 Marcellus Wiley DE - 93 Pat Williams NT Linebacker - 56 Sam Cowart ILB - 55 Jay Foreman ILB - 52 John Holecek ILB - 99 Fred Jones OLB - 54 Corey Moore OLB - 53 Keith Newman OLB - 51 DaShon Polk ILB - 59 Sam Rogers OLB - 98 Kenyatta Wright ILB Defensive Back - 29 Keion Carpenter FS - 25 Donovan Greer CB - 39 Raion Hill SS - 24 Ray Hill CB - 27 Ken Irvin CB - 20 Henry Jones SS - 22 Daryl Porter FS - 28 Travares Tillman FS - 21 Chris Watson CB/RS Special Team - 76 Ethan Albright LS - 2 Steve Christie K - 9 Chris Mohr P Lista delle riserve - 26 Antoine Winfield CB (IR) Squadra di allenamento - 71 Corey Hulsey G - 73 Jarrett Procell DE - 44 Josh Roth FB |
| Legenda - I rookie sono in corsivo. - Il primo ruolo è il principale mentre gli eventuali successivi indicano i ruoli secondari. - (IR) sta per Injured Reserve ed indica la lista ristretta per un solo giocatore infortunato che può tornare ad allenarsi dopo la settimana 6 e a rientrare in prima squadra dopo che questa ha giocato 8 partite. - (NF-Inj.) / (NF-Ill.) stanno rispettivamente per Non-Football Injured e Non-Football Illness ed indicano le liste dove viene inserito un giocatore che ha un infortunio o una malattia non dipendente dal football americano. - (PUP) sta per Physically Unable to Perform ed indica la lista dove viene inserito un giocatore mentre è in attesa di recuperare la condizione fisica. Nella stagione regolare dopo la sesta partita giocata dalla propria squadra, il giocatore ha tempo tre settimane per riprendere ad allenarsi, più tre settimane aggiuntive dal suo rientro agli allenamenti per rientrare in prima squadra. |

Fonte:

## Calendario
| Stagione regolare |                    |                         |                    |                              |                    |                    |
| Turno             | Data               | Avversario              | Risultato          | Stadio                       | Record             | Pubblico           |
| 1                 | 3 settembre 2000   | Tennessee Titans        | V 16–13            | Ralph Wilson Stadium         | 1–0                | 72,492             |
| 2                 | 10 settembre 2000  | Green Bay Packers       | V 27–18            | Ralph Wilson Stadium         | 2–0                | 72,722             |
| 3                 | 17 settembre 2000  | at New York Jets        | S 27–14            | The Meadowlands              | 2–1                | 77,884             |
| 4                 | Settimana di pausa | Settimana di pausa      | Settimana di pausa | Settimana di pausa           | Settimana di pausa | Settimana di pausa |
| 5                 | 1º ottobre 2000    | Indianapolis Colts      | S 18–16            | Ralph Wilson Stadium         | 2–2                | 72,617             |
| 6                 | 8 ottobre 2000     | at Miami Dolphins       | S 22–13            | Pro Player Stadium           | 2–3                | 73,901             |
| 7                 | 15 ottobre 2000    | San Diego Chargers      | V 27–24            | Ralph Wilson Stadium         | 3–3                | 72,351             |
| 8                 | 22 ottobre 2000    | at Minnesota Vikings    | S 31–27            | Hubert H. Humphrey Metrodome | 3–4                | 64,116             |
| 9                 | 29 ottobre 2000    | New York Jets           | V 23–20            | Ralph Wilson Stadium         | 4–4                | 72,861             |
| 10                | 5 novembre 2000    | at New England Patriots | V 16–13            | Foxboro Stadium              | 5–4                | 60,292             |
| 11                | 12 novembre 2000   | Chicago Bears           | V 20–3             | Ralph Wilson Stadium         | 6–4                | 72,420             |
| 12                | 19 novembre 2000   | at Kansas City Chiefs   | V 21–17            | Arrowhead Stadium            | 7–4                | 78,457             |
| 13                | 26 novembre 2000   | at Tampa Bay Buccaneers | S 31–17            | Raymond James Stadium        | 7–5                | 65,546             |
| 14                | 3 dicembre 2000    | Miami Dolphins          | S 33–6             | Ralph Wilson Stadium         | 7–6                | 73,002             |
| 15                | 11 dicembre 2000   | at Indianapolis Colts   | S 44–20            | RCA Dome                     | 7–7                | 56,671             |
| 16                | 17 dicembre 2000   | New England Patriots    | S 13–10            | Ralph Wilson Stadium         | 7–8                | 47,230             |
| 17                | 23 dicembre 2000   | at Seattle Seahawks     | V 42–23            | Husky Stadium                | 8–8                | 61,025             |

## Classifiche
| AFC East               |    |    |   |      |     |     |     |
|                        | V  | S  | P | %    | PF  | PS  | STR |
| (3) Miami Dolphins     | 11 | 5  | 0 | .688 | 323 | 226 | V1  |
| (6) Indianapolis Colts | 10 | 6  | 0 | .625 | 429 | 326 | V3  |
| New York Jets          | 9  | 7  | 0 | .563 | 321 | 321 | S3  |
| Buffalo Bills          | 8  | 8  | 0 | .500 | 315 | 350 | V1  |
| New England Patriots   | 5  | 11 | 0 | .313 | 276 | 338 | S1  |